# ديبورا أجير
ديبورا أجير (بالإنجليزية: Deborah Ager) هي كاتِبة وشاعرة أمريكية، ولدت في 1976 في بيثيسدا في الولايات المتحدة.

## وصلات خارجية
- الموقع الرسمي